# Cerco de Enerhodar
O Cerco de Enerhodar foi um engajamento militar contínuo e cerco entre as Forças Armadas Russas e as Forças Armadas da Ucrânia, e resistência não violenta dos moradores de Enerhodar, durante a ofensiva da Frente Sul que visava assumir o controle de Enerhodar durante a Invasão da Ucrânia pela Rússia em 2022.

## O Cerco

### 28 de fevereiro
Em 28 de fevereiro de 2022 às 08:00 (UTC+2), as forças russas tentaram entrar na cidade de Enerhodar, mas enfrentaram resistência do exército ucraniano e das milícias de cidadãos. Os combates duraram cerca de 2 horas até que, alega-se, 2 veículos autônomos russos foram destruídos pelas forças terrestres ucranianas. O Ministério da Defesa russo anunciou que capturou a cidade de Enerhodar e a Usina Nuclear de Zaporizhia.  Cidadãos locais barricaram o caminho para a usina e a entrada da cidade, forçando as forças russas a voltar. O prefeito de Enerhodar, Dmitri Orlov, negou que a cidade e a usina tenham sido capturadas.

### 1º de março
Em 1º de março, as forças russas mantiveram sua linha de forças nos arredores da cidade e a cercaram completamente  com um comboio em direção a Enerhodar por volta das 14:00 (UTC + 2).  De acordo com o prefeito de Enerhodar, Dmytro Orlow, a cidade teve dificuldades para obter alimentos.
Por volta das 16h às 18h, um protesto de cidadãos desarmados de um quilômetro de extensão bloqueou a entrada das forças russas na cidade.

### 2 de março
Às 07:30 (UTC+2) de 2 de março, o prefeito de Enerhodar afirmou que tropas russas estavam se aproximando da cidade. Às 09:00, os cidadãos convenceram as forças russas a informar seus líderes militares que a usina nuclear estava bem protegida e que os cidadãos recusavam o direito de entrada aos militares russos. A próxima reunião dos dois lados estava marcada para as 15h. Os manifestantes carregavam bandeiras ucranianas em seu protesto bloqueando a estrada. Caminhões de lixo foram usados como parte do bloqueio. O prefeito Orlov disse ao Ukrinform que duas pessoas ficaram feridas quando soldados russos lançaram granadas contra uma multidão de civis.
Por volta das 18:00 (UTC+2), o protesto que bloqueou o acesso incluiu duzentos trabalhadores e moradores da usina. Rafael Grossi , diretor-geral da Agência Internacional de Energia Atômica (AIEA), afirmou que a AIEA havia sido informada pelas autoridades russas de que as forças russas estavam no controle do território ao redor da usina nuclear.

### 3 e 4 de março
A Batalha da Usina de Zaporizhia aconteceu durante o Cerco de Enerhodar. A batalha resultou na captura da Usina Nuclear de Zaporizhia por tropas russas na manhã de 4 de março de 2022.
Em 3 de março de 2022, as forças russas atacaram a Usina Nuclear de Zaporizhia em Enerhodar, Ucrânia, como parte de sua ofensiva em Kherson. O bombardeio fez com que um dos seis reatores da usina pegasse fogo, provocando temores de um desastre nuclear que, segundo o ministro das Relações Exteriores da Ucrânia, Dmytro Kuleba, seria "10 vezes maior que Chernobyl". A unidade está em reforma, mas contém combustível nuclear. Os bombeiros não conseguiram chegar ao fogo devido aos combates. A Agência Internacional de Energia Atómica foi notificada pela Ucrânia depois que um grande número de tanques e infantaria russos “atravessaram o posto de bloqueio”.
Na manhã de 4 de março, horário local, os bombeiros tiveram acesso à usina e conseguiram extinguir o fogo. No final da manhã, tropas russas capturaram a usina depois de confirmar que não havia mudanças nos níveis de radiação.